# Operation Silberfuchs
Operation Silberfuchs (Sølvræv) var en fælles tysk-finsk militæroperation under 2. verdenskrig. Målet for operationen var erobringen af Murmansk ved angreb fra finsk territorium, men operationen mislykkedes, og Murmansk forblev på sovjetiske hænder under hele krigen.

## Planlægning og forberedelse
Efter besættelsen af Norge i 1940 havde Tyskland lavet planer for en besættelse af nikkelminerne ved Petsamo ved en operation med kodenavnet Operation Renntier (Rensdyr) i tilfælde af en ny finsk-sovjetisk krig. Tyskland fik ret til at transportere tropper og forsyninger gennem det nordlige Finland i september 1940.
I januar 1941 blev en tysk officer Erich Buschenhagen beordret til Finland for at diskutere muligheden af en fælles finsk-tysk indsats mod Sovjetunionen – under finsk ledelse.
I slutningen af februar fik Buschenhagen fuldmagt til at forhandle en fælles offensiv indsats. Med udgangspunkt i pagten om med-krigsførelse blev der opstillet planer for flytning af tyske tropper i Nordnorge ind på finsk territorium. Disse operationer fik kodenavnet (Blaufuchs I og Blaufuchs II) og blev indledt i juni 1941. Fem tyske divisioner og forskellige tilknyttede enheder, herunder to kampvognsenheder blev ført i stilling i det nordlige Finland, hvor de sluttede sig til de finske styrker, som var blevet mobiliseret under dække af manøvrer i grænseområdet.
Finnerne og tyskerne enedes om at gennemføre en knibtangsmanøvre i tre faser. Den første fase Operation Renntier, var besættelsen af Petsamo regionen ved hjælp af to alpedivisioner under generaloberst Eduard Dietls Gebirgskorps Norwegen). Det indebar, at de tyske tropper blev flyttet fra norsk område ved Kirkenes til et sted, hvor de kunne støde frem mod Murmansk.
Den anden og tredje fase skulle iværksættes samtidigt. Det nordlige angreb med kodenavnet Operation Platinfuchs gik ud på, at tropperne fra Norge med assistance af den finske bataljon af grænsevagter angreb mod øst fra Petsamo i retning af havnen Murmansk ved Barentshavet. Dette angreb ville komme til at stå overfor de to divisioner i den sovjetiske 14. arme samt den 14. og 52. riffeldivision. Målet for Platinfuchs var erobringen af Murmansk og binding af sovjetiske tropper, så de ikke kunne indsættes i operationer længere sydpå.
De sydlige angreb med kodenavnet Operation Polarfuchs blev udført af det tyske XXXVI Korps under general Hans Feige. Det skulle angribe mod øst fra Kuusamo regionen land linjen Salla-Urinsalmo. Denne styrke bestod af to tyske divisioner: 169. infanteridivision og SS division Nord samt den finske 6. division foruden to særlige kampvognsenheder. De kom til at stå overfor den sovjetiske 122. riffeldivision. Denne operation havde til formål at erobre byen Kandalaksja ved Hvidehavet i Karelen og binde tropper fra den sovjetiske Nordfront, som ellers kunne være blevet indsat mod Platinfuchs, samt at afskære Murmansk og Kolahalvøen fra resten af Sovjetunionen.
Disse operationer ville blive gennemført i koordination med de finske operationer, herunder den finske hærs offensiver omkring Ladoga søen, gennem Det Karelske Næs og gennem Østkarelen, som blev gennemført i Fortsættelseskrigen.

## Operation Renntier
Den første fase, Operation Renntier, blev igangsat den 22. juni 1941, samtidig med at Operation Barbarossa blev indledt. De to divisioner i det tyske bjergkorps rykkede frem fra Kirkenes og begyndte at tage opstilling i det finske område omkring Petsamo. Operationen var en succes, idet fremkomsten af et tysk korps ved grænsen kom som en overraskelse for den Røde Hær. Dietls tropper omgrupperede sig og forberedte sig på igangsættelsen af operation Platinfuchs. Mod syd forberedte enhederne i Feiges XXXVI Korps sig på deres angreb. Den 25. juni 1941 bombede sovjetiske fly en række finske byer, og Finland gik ind i krigen, hvilket banede vejen for, at Operation Silberfuchs kunne begynde.

## Platinfuchs
Den 29. juni blev Dietls angreb mod de to sovjetiske divisioner igangsat. Mens tyskerne langsomt rykkede frem, forstærkedes den sovjetiske front med yderligere en division og adskillige infanterienheder fra flåden i Murmansk. De sovjetiske styrker var herefter i stærkt befæstede stillinger og i overtal i forhold til angriberne. Efter adskillige forgæves angreb forbi Litsa floden indrømmede Dietl den 22. september, at operation Platinfuchs var slået fejl. Da tyskerne indstillede de offensive operationer, blev frontlinjen snart fastlåst, og Nordfronten forblev ret stabil indtil den Fjerde Strategiske Offensiv – den sovjetiske offensiv i 1944. Der var kun mindre forpostfægtninger mellem skipatruljer.

## Polarfuchs
Mod syd indledtes Polarfuchs også den 29. juni. SS division Nord blev sendt i aktion omkring landsbyerne Märkäjärvi og Salla. Divisionen klarede sig dårligt i de voldsomme kampe og led store tab. Den mistede 700 mand på to dage, og angrebet brød sammen overfor den kraftige modstand fra fjenden. Fremrykningen mod Kandalaksja gik efterhånden i stå, og tropperne i Feiges korps gravede sig ned. Fronten stivnede ligesom længere mod nord, og kampene blev reduceret til forpostfægtninger. Operationen blev stoppet efter ordre fra Adolf Hitler den 22. september.

## Konklusion
Den fejlslagne operation Silberfuchs fik varig betydning for krigens forløb. Mens resten af de sovjetiske linjer var brudt sammen i 1941, havde styrkerne i Roman Panins Nordfront holdt stand og havde givet de tyske tropper tab på op til 15%.
Den fejlslagne tyske operation kan tilskrives en række faktorer: Terrænet, som hindrede fremrykningen og førte til, at de i alt for høj grad var afhængige af vejene ved fremrykning. Dårlig efterretningsvirksomhed, som førte til fejlagtige antagelser inden angrebet. Lange og besværlige kommunikationslinjer. Og endelig beslutsom modstand fra de sovjetiske tropper som gjorde det nødvendige gennembrud til en umulighed og frontens stagnation uundgåelig.
Havnen i Murmansk forblev i sovjetiske hænder gennem hele krigen, og ca. en fjerdedel af alle forsyninger af Lend-Lease materiel blev losset i denne havn og havnen i Arkhangelsk. Forsyningerne, som ankom til disse havne, hjalp det sovjetiske forsvar med hurtigt at overvinde katastroferne i 1941.
Krigen i nord trak ud indtil krigens slutning i maj 1945. I september 1944 indgik Finland og Sovjetunionen Våbenstilstanden i Moskva, og Laplandskrigen brød ud mellem Finland og Tyskland. I oktober 1944 gennemførte den Røde Hær et fremstød i retning mod Petsamo og Kirkenes og opnåede en afgørende sejr mod de tyske tropper i det arktiske område.